# 9703 Sussenbach
9703 Sussenbach (3146 T-2) là một tiểu hành tinh vành đai chính.